# Sistemi di scrittura maldiviani

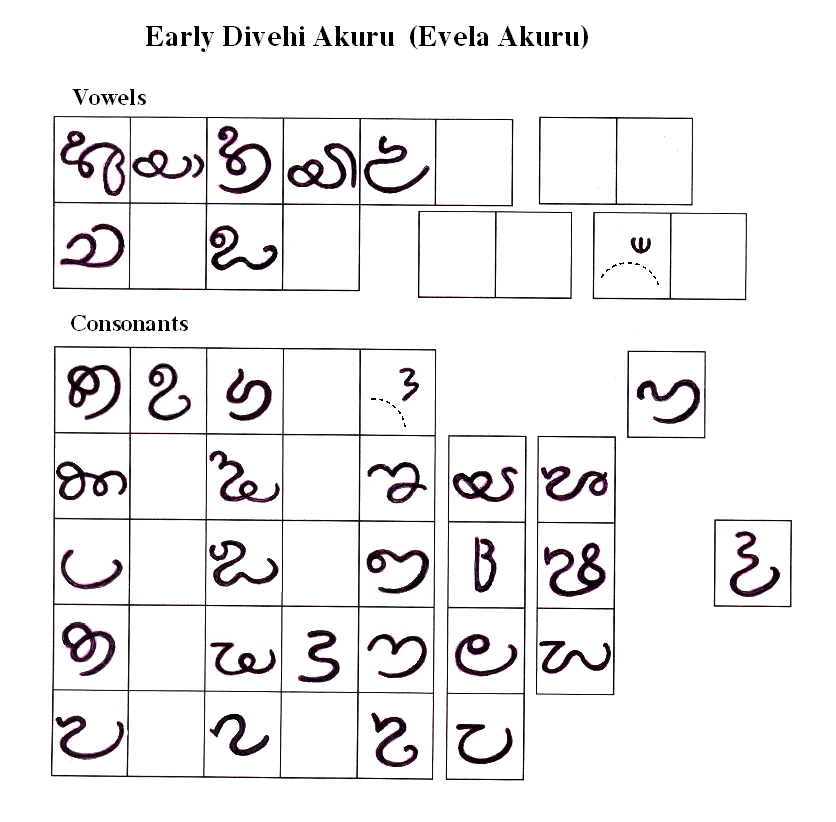
La più antica forma di scrittura Dhivehi

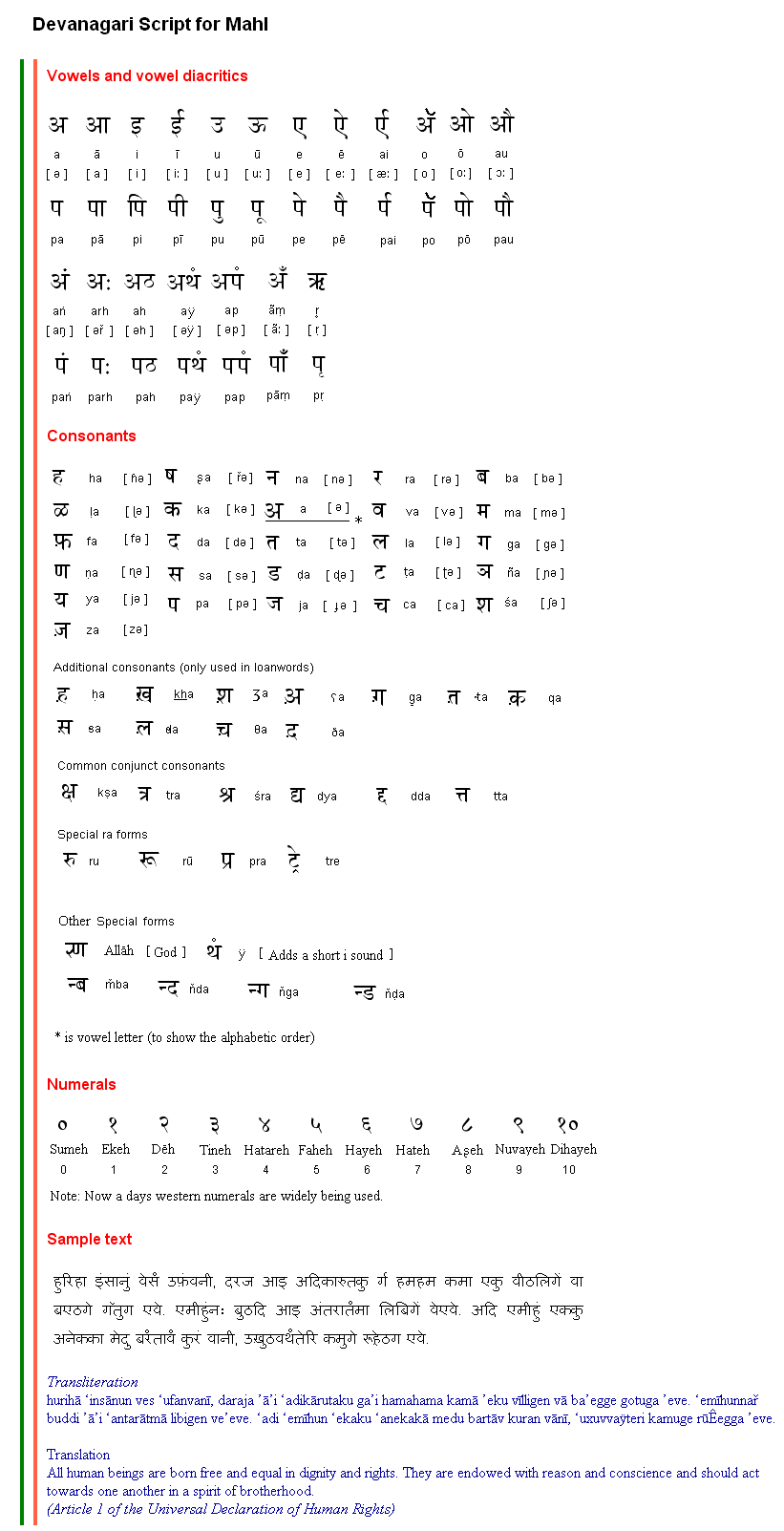
Scrittura Devanagari per il dialetto Mahal

Per la lingua maldiviana sono stati adottati diversi sistemi di scrittura (scritture Dhivehi) che possiede sia caratteristiche abugida che da alfabeto.
Una forma antica della scrittura Nagari, l'alfabeto arabo e latino sono stati comunque ampiamente usati nelle Maldive, ma con funzioni più ristrette. Il latino, in particolare, fu lingua ufficiale solo per un breve periodo nella storia dell'isola.
La lingua delle maldive ha avuto la sua scrittura sin dai tempo antichi ed è apparsa in concomitanza dell'espansione del Buddismo attraverso l'Asia Meridionale duemila anni fa, nel periodo Maurya, durante l'impero d'Asoka.
I manoscritti usati da monaci buddisti maldiviani, furono scritti probabilmente in una scrittura che evolvé lentamente verso quella maldiviana.
Sfortunatamente nessuno di questi documenti antichi sopravvisse e attualmente le prime forme di scrittura delle Maldive sono state trovate incise solo su alcune rocce coralline e piatti di rame.
Divehi Akuru ("lettere dell'isola") è una scrittura usata per la lingua maldiviana, che ha origine nella scrittura Brahmi con il senso di scrittura da sinistra verso destra.
Si suddivise nel XX secolo in Dives Akuru e Evēla Akuru.
La scrittura Thaana è il primo sistema di scrittura maldiviano con il senso da destra verso sinistra. Fu ispirato dai numeri: usa i numerali come consonanti e aggiunge segni diacritici della lingua araba.
I primi manoscritti con questo sistemi sono chiamati Gabulhi Thaana ("Thaana iniziale") dove i numeri arabi non sono stati ancora inclinati di 45 gradi. Non è mai stato ritrovato un reperto prima del XVIII secolo con questa scrittura.